# Josh Groban (album)
Josh Groban là album đầu tay của nam ca sĩ người Mỹ Josh Groban. Từ album, bài hát "You're Still You" đã đạt vị trí thứ 10 trên bảng xếp hạng Billboard Hot Adult Contemporary Tracks, và bài "To Where You Are" cũng giành vị trí quán quân trên bảng xếp hạng này.
| Đánh giá chuyên môn | Đánh giá chuyên môn |
| Nguồn đánh giá      | Nguồn đánh giá      |
| Nguồn               | Đánh giá            |
| ------------------- | ------------------- |
| AllMusic            | [ 3 ]               |
| Rolling Stone       | [ 4 ]               |

## Danh sách bài hát
| STT              | Nhan đề                                                | Sáng tác                                           | Sản xuất                        | Thời lượng |
| ---------------- | ------------------------------------------------------ | -------------------------------------------------- | ------------------------------- | ---------- |
| 1.               | "Alla Luce del Sole"                                   | Maurizio Fabrizio, Guido Morra                     | David Foster                    | 4:20       |
| 2.               | "Gira con Me"                                          | Lucio Quarantotto, David Foster, Walter Afanasieff | Foster, Afanasieff              | 4:42       |
| 3.               | "You're Still You"                                     | Linda Thompson, Ennio Morricone                    | Foster, Tony Renis[a]           | 3:40       |
| 4.               | "Cinema Paradiso (Se)"                                 | Andrea Morricone, Alessio de Sensi                 | Marco Marinangeli, William Ross | 3:25       |
| 5.               | "To Where You Are"                                     | Richard Marx, Thompson                             | Marx                            | 3:53       |
| 6.               | "Aléjate" (Just Walk Away)"                            | Albert Hammond, Marti Sharron, Claudia Brant       | Foster, Humberto Gatica         | 4:50       |
| 7.               | "Canto Alla Vita" (hợp tác với The Corrs)              | Cheope, Antonio Galbiati, Giuseppe Dettori         | Rhys Fulber, Foster[a]          | 4:16       |
| 8.               | "Let Me Fall (từ Quidam của Cirque du Soleil)"         | James Corcoran, Benoît Jutras                      | Fulber                          | 4:12       |
| 9.               | "Vincent (Starry, Starry Night)"                       | Don McLean                                         | Foster                          | 4:39       |
| 10.              | "Un Amore per Sempre"                                  | Afanasieff, Marco Marinangeli                      | Foster                          | 4:26       |
| 11.              | "Home to Stay"                                         | Amy Foster-Skylark, Jeremy Lubbock                 | Foster, Lubbock                 | 4:33       |
| 12.              | "Jesu, Joy of Man's Desiring" (hợp tác với Lili Haydn) | J.S. Bach                                          | Foster                          | 5:01       |
| 13.              | "The Prayer" (với Charlotte Church)                    | Carole Bayer Sager, D. Foster                      | Foster                          | 4:25       |
| Tổng thời lượng: | Tổng thời lượng:                                       | Tổng thời lượng:                                   | Tổng thời lượng:                | 56:20      |

| Bài hát thêm cho phiên bản phát hành tại Nhật Bản | Bài hát thêm cho phiên bản phát hành tại Nhật Bản | Bài hát thêm cho phiên bản phát hành tại Nhật Bản | Bài hát thêm cho phiên bản phát hành tại Nhật Bản |
| STT                                               | Nhan đề                                           | Sáng tác                                          | Thời lượng                                        |
| ------------------------------------------------- | ------------------------------------------------- | ------------------------------------------------- | ------------------------------------------------- |
| 14.                                               | "Mia per Sempre"                                  | Guido de Angelis, Maurizio de Angelis             | 5:12                                              |

Ghi chú
- ^a  chỉ người hỗ trợ sản xuất

## Chứng nhận doanh số
| Quốc gia                                                                           | Chứng nhận  | Số đơn vị/doanh số chứng nhận |
| ---------------------------------------------------------------------------------- | ----------- | ----------------------------- |
| Úc (ARIA)                                                                          | Vàng        | 35.000^                       |
| Canada (Music Canada)                                                              | 4× Bạch kim | 400,000^                      |
| New Zealand (RMNZ)                                                                 | Vàng        | 7.500^                        |
| Anh Quốc (BPI)                                                                     | Vàng        | 100.000^                      |
| Hoa Kỳ (RIAA)                                                                      | 4× Bạch kim | 4.000.000^                    |
| * Chứng nhận dựa theo doanh số tiêu thụ. ^ Chứng nhận dựa theo doanh số nhập hàng. |             |                               |